# Xa lộ Liên Mỹ

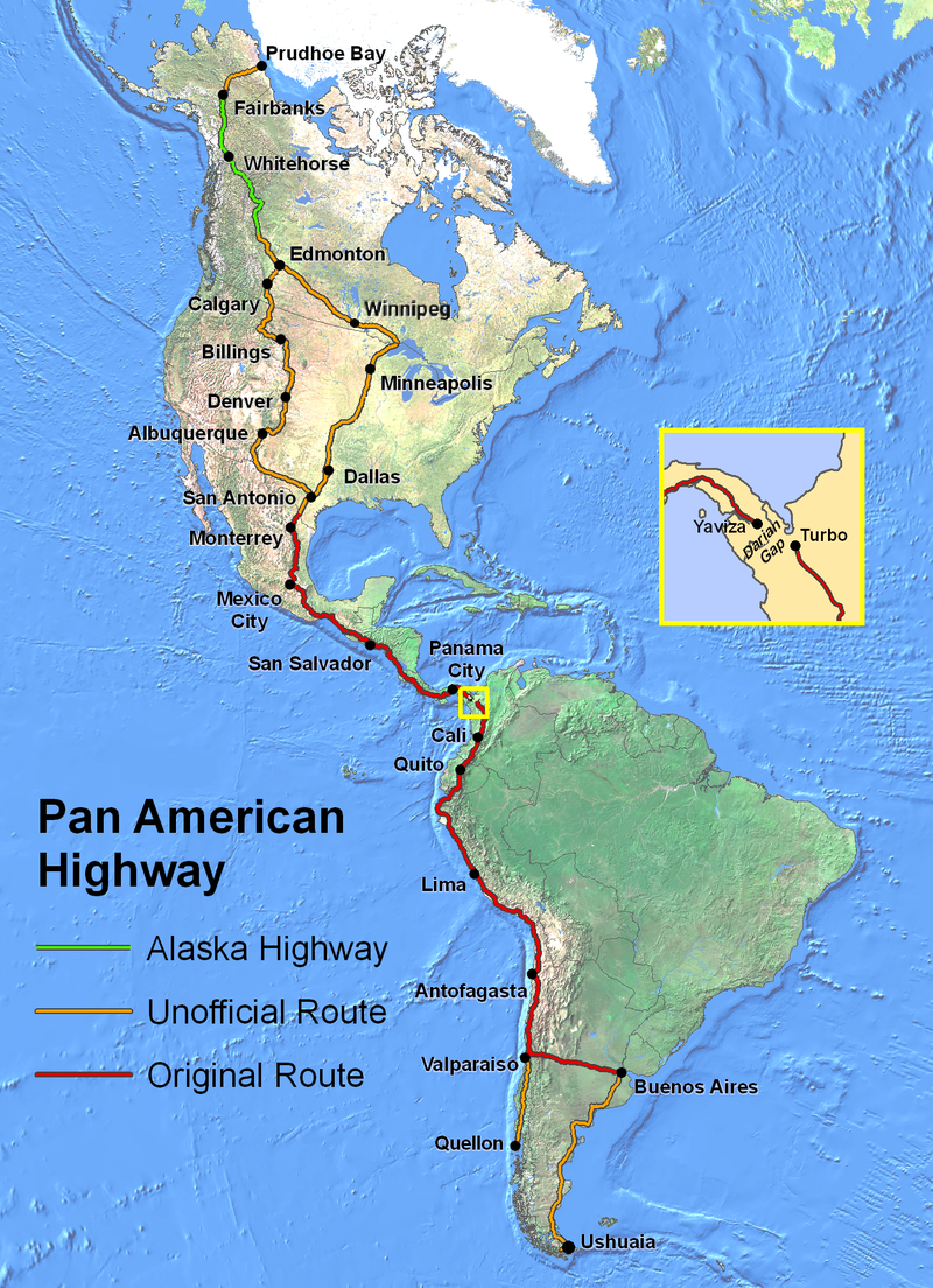
The Pan-American Highway from Prudhoe Bay, Hoa Kỳ to Ushuaia, Argentina, with selected official and unofficial routes shown through the U.S.A. and Canada.

Xa lộ Liên Mỹ (tiếng Anh: Pan-American Highway, tiếng Pháp: Route / Autoroute Panaméricaine / Transaméricaine, tiếng Bồ Đào Nha: Rodovia / Auto-estrada Pan-americana, tiếng Tây Ban Nha: Autopista / Carretera / Ruta Panamericana) la gồm một mạng lưới các con đường dài tới 48.000 km nối từ vịnh Prudhoe, Alaska chạy dọc Bắc Mỹ và Nam Mỹ tới tận Ushuia, Argentina.
Tuyến đường bộ liên tục này, ngoại trừ một đoạn ngắt quãng rừng nhiệt đới dài khoảng 100 km (60 dặm), được gọi là Darien Gap. Tuyến đường này gần như tất cả các quốc gia lục địa châu Mỹ trong một hệ thống đường cao tốc kết nối. Theo sách kỷ lục Guinness, đây là tuyến đường bộ xe có động cơ có thể lưu thông dài nhất thế giới.
Tuy nhiên, do có đoạn gián đoạn Darien Gap, người ta không thể vượt qua giữa Nam Mỹ và Trung Mỹ bằng xe cơ giới truyền thống. Đường cao tốc Xuyên Mỹ đi qua nhiều vùng khí hậu và các loại hình sinh thái khác nhau, từ rừng rậm, sa mạc khô cằn, một số trong đoạn số đó chỉ đi được trong mùa khô, và ở nhiều khu vực lái xe đôi khi nguy hiểm.